# Girls (álbum)
Girls é o primeiro e único álbum de estúdio do extinto girl group brasileiro de mesmo nome. O álbum foi lançado em 03 de setembro de 2013, e inclui os singles "Monkey See Monkey Do" e "Acenda a Luz", além do promocional "Shake Shake".

## Desenvolvimento
Em 5 de agosto o grupo lança simultaneamente "Monkey See Monkey Do" e "Acenda a Luz" no iTunes, sendo que o lançamento nas rádios deu-se durante entrevista para o programa Pânico, da Jovem Pan. Em 6 de agosto as garotas participam do programa Agora É Tarde dando a primeira entrevista da carreira, onde também revelaram a capa do álbum e cantam "Monkey See Monkey Do". No dia 19 é lançado o segundo single promocional, "Shake Shake".
No dia seguinte, 20, o clipe de "Monkey See Monkey Do" é lançado no VEVO oficial do grupo, trazendo a direção de Alex Miranda e a participação do rapper Aggro Santos, tendo ainda o patrocínio das marcas Seda cosméticos e Chiclete Poosh!. Em 3 de setembro é lançado o primeiro disco do grupo, o homônio Girls, pela Sony Music. O álbum traz a participação de Negra Li na faixa "Guerreiras", Mika em "O Mundo Dá Voltas" e do rapper Suave em "Molha Sua Boca". A produção fica por conta de Rick Bonadio, trazendo também composições dos integrantes do NX Zero, Gee Rocha e Di Ferrero.

## Apresentações ao vivo
Em 31 de agosto as garotas realizam seu primeiro show para o grande público durante apresentação no Z Festival, onde cantaram o próprio repertório do álbum, além do cover de "We Found Love", de Rihanna. Já no dia seguinte o grupo canta no festival No Capricho, evento realizado pela Revista Capricho. Em 12 de setembro iniciaram a turnê de divulgação do disco.

## Desempenho comercial
Em sua última atualização, em 9 de novembro de 2013, o álbum havia vendido 10 mil cópias.

## Lista de faixas
| N.º            | Título                                      | Duração |  |
| 1.             | "Monkey See Monkey Do" (part. Aggro Santos) | 3:33    |  |
| 2.             | "Shake Shake"                               | 3:17    |  |
| 3.             | "Paraíso"                                   | 3:44    |  |
| 4.             | "Acenda a Luz"                              | 3:42    |  |
| 5.             | "Chegou a Nossa Vez"                        | 3:12    |  |
| 6.             | "Estilo Hollywood"                          | 3:45    |  |
| 7.             | "Molha Sua Boca" (part. Suave)              | 2:56    |  |
| 8.             | "O Mundo dá Voltas" (part. MIKA)            | 3:53    |  |
| 9.             | "Ramón" (part. Suave)                       | 3:24    |  |
| 10.            | "Me Faça Reviver"                           | 3:38    |  |
| 11.            | "24 Horas"                                  | 3:40    |  |
| 12.            | "Como uma Flor"                             | 3:19    |  |
| 13.            | "Nunca Mais"                                | 4:00    |  |
| 14.            | "Guerreiras" (part. Negra Li)               | 3:22    |  |
| Duração total: | Duração total:                              | 46:45   |  |

## Singles
- 2013: "Monkey See Monkey Do"[13]
- 2013: "Acenda a Luz"

Singles promocionais
- 2013: "Shake Shake"[5]